# 張譏
张讥（？—？），字直言，清河郡东武城县（今河北省衡水市故城县）人，南朝梁、南朝陈间经学家。
南梁廬陵王府録事参軍、尚書祠部郎中張仲悦之子。幼年聪明，十四岁通《孝经》、《论语》。喜欢老庄思想，受学于汝南易学家周弘正。梁朝大同年間，召补国子正言生。梁武帝在文德殿选国子生，張譏和袁憲参加。梁武帝命他答释《周易》，他循循渐进，辞令温雅，武帝深为惊异，赐裙襦绢等物。父亲去世，服喪超礼。之后任湘東王国左常侍，田曹参軍，转任士林館学士。
他和皇太子蕭綱議論《孝经》問題受到赞賞。侯景之乱时，張譏在建康城中，为太子在武德後殿講義老庄。台城陷落，張譏崎岖避難，不出仕侯景。侯景之乱平定後，任臨安县令。永定元年（557年），陳朝建国，張譏任太常丞，转任始興王府刑獄参軍。天嘉年間，任国子助教，主讲《周易》、《老》、《庄》。周弘正主国学，张讥博学善辩。張譏与周弘正一起讨论易学，周弘正词穷，他的弟弟周弘直帮助他辩论，张讥对周弘直说：“今日义集，辩正名理，虽知兄弟急难，四公不得有助。”。周弘直说：“我帮助你的老师，何为不可？”举座皆笑。周弘正曾对人说：“吾每登座，见张讥在席，使人懔然。”陈宣帝时，任建安王府記室参軍，兼東宮学士。转任武陵王限内記室，学士如故。
皇太子陳叔宝在东宫，集宫僚置宴，他拿着新制作的玉柄麈尾，说：「如今贤能的士人不可胜数，但是，真正称得上首领而能拿这麈尾的，恐怕只有张讥」，亲手赐授给张讥。張譏在温文殿講老庄。陳叔宝即位为陳後主，張譏为南平王府諮議参軍兼東宮学士。学士如故、转任国子博士。後主到鍾山開善寺，在寺西南松林下座谈，让張譏为学僧“竖义”（讲论老庄义理）。因手边无麈尾，令张讥以松枝代替。顾况有诗“松枝当麈尾，柳絮替蚕绵。”禎明三年（589年），隋朝滅陳，張譏入关中。後在長安去世。享年七十六岁。
张讥所居宅营山池，植花果，平生恬静，不求荣利，常慕闲逸。博通诸经，尤精《论语》、《易经》及《孝经》，所撰有《周易张氏讲疏》、《周易义》三十卷，《尚书义》十五卷，《毛诗义》二十卷，《孝经义》八卷，《论语义》二十卷，《老子义》十一卷，《庄子内篇义》十二卷，《庄子外篇义》二十卷，《庄子杂篇义》十卷，《玄部通義》十二卷，《遊玄桂林》二十四卷，均佚。他在易学上有突出贡献。讲析《周易》、《老》、《庄》，教授生徒。吴郡陆元朗、朱孟博、一乘寺沙门法才、法云寺沙门慧休、至真观道士姚绥，都传其业。

## 延伸阅读
[在维基数据编辑]
 《陳書·卷33》，出自姚思廉《陳書》